# One Colombo Night
One Colombo Night é um filme mudo do gênero drama produzido no Reino Unido e lançado em 1926.